# Kleiner Herzigel

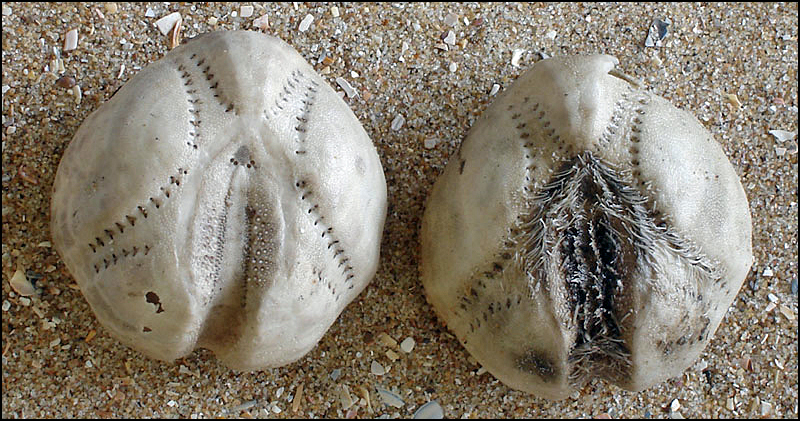
Die Skelette zweier Exemplare aus den Niederlanden

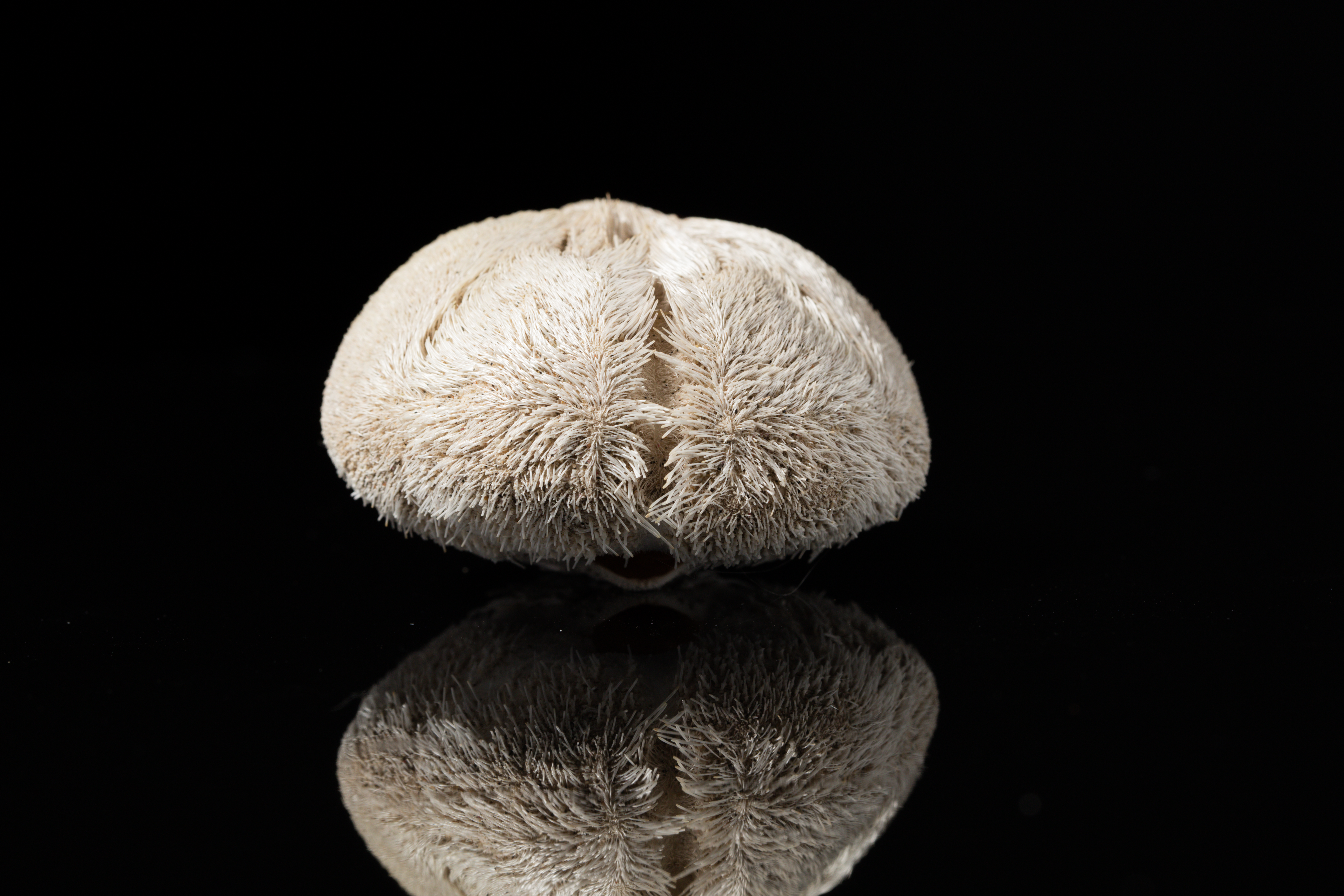
Ein Kleiner Herzigel in Seitenansicht

Die Pluteuslarve des Kleinen Herzigels

Der Kleine Herzigel (Echinocardium cordatum), oft auch einfach nur Herzseeigel oder Herzigel genannt, ist eine Art der zu den Seeigeln gehörenden Herzigel und im nordöstlichen Atlantik verbreitet.

## Merkmale
Die Tiere werden bis zu 6 cm groß. Die herzförmige Schale ist weiß oder gelblich. Lebende Tiere tragen ein dichtes, pelzähnliches Kleid aus gelben bis bräunlichgelben Stacheln, die dem Körper dicht anliegen und zum Körperende hin gerichtet sind. Diese kurzen und dünnen Stacheln sind weich, fühlen sich pelzig an und sind leicht zerbrechlich, weshalb die am Strand gefundenen Exemplare nur selten unbeschädigt sind. Die Art gehört zu den irregulären Seeigeln und weist nicht die für Stachelhäuter typische fünfstrahlige Symmetrie auf. Stattdessen sind die Tiere zweiseitig (bilateral) symmetrisch und besitzen ein erkennbares Vorder- und Hinterende.

## Verbreitung
Die Art ist im nordöstlichen Atlantik verbreitet, inklusive der Nordsee.
An den europäischen Küsten lebt die Art von der portugiesischen Atlantikküste bis nördlich zum norwegischen Nordkap, fehlt aber vor Island oder Spitzbergen. In der Nordsee und entlang ihrer Küsten ist sie weit verbreitet und kommt auch noch im Kattegat bis hinunter zu den dänischen Inseln vor, wo sie entlang der schwedischen Küste gerade noch die Ostsee erreicht, fehlt aber im restlichen Teil der Ostsee.
Früher galt die Art als kosmopolitisch, da Arten aus dem Echinocardium cordatum-Artenkomplex auch in Meeren anderer Teile der Welt gefunden wurden, wie im Mittelmeer, vor den Vereinigten Staaten, Neuseeland, Australien, Japan, Korea, der Region Primorje in Russland, Südafrika, Madagaskar, Indonesien und anderen. Dabei wurden gemäßigte Breiten bevorzugt. In Analysen der mitochondrialen DNA konnte gezeigt werden, dass es sich bei diesen weltweiten Funden von E. cordatum um fünf verschiedene mitochondriale Kladen handelt, deren bestätigte geographische Verbreitung im nordöstlichen Atlantik, vor Australien und Neuseeland sowie vor Japan, Korea und Russland liegt. Drei dieser fünf Kladen leben auch an den europäischen Küsten, wobei eine davon nur im Mittelmeer vorkommt und eine vom Mittelmeer bis zur spanischen Atlantikküste. Morphologische Studien konnten auch morphologische Unterschiede der Kladen aufweisen, die durch Analysen der Kern-DNA als verschiedene Kryptospezies bestätigt werden konnten.
Der Kleine Herzigel wurde unterhalb der Gezeitenzone in Tiefen von 0–230 m gefunden, im Litoral und vor allem der neritischen Zone, wo er 10–20 cm tief eingegraben in sandigen bis schlammigen Böden lebt. Dabei werden Sedimentgrößen von 200–300 µm mit einem geringen Schlammgehalt bevorzugt.

## Lebensweise
Die Tiere leben eingegraben im Meeresboden, weshalb lebende Exemplare nur selten gefunden werden. Die leeren und zerbrechlichen Skelette gestorbener Tiere werden jedoch regelmäßig freigespült und an Stränden angeschwemmt. Im Boden stecken die Tiere in schleimverkleideten Höhlen mit einer Öffnung zur Oberfläche. Ein langer Saugfaden hält diese Öffnung ständig offen, so dass die Tiere mit Frischwasser versorgt werden. Auch die Stacheln helfen dabei, Atemwasser festzuhalten, um so einen Sauerstoffmangel zu verhindern. Die in der Regel kolonieweise (bis zu 20 Exemplare pro Quadratmeter, in Extremfällen bis zu 200) lebenden Tiere verharren allerdings nicht am Platz, sondern bewegen sich langsam durch den Boden, um dabei den Sand mit den daran haftenden Nahrungsstoffen aufzunehmen. Auch herabsinkender Detritus wird durch die Öffnung zur Oberfläche aufgenommen. Der Kleine Herzigel und die nahe verwandten Arten des Artenkomplexes bilden große Populationen in ihrem Verbreitungsgebiet und zählen zu den häufigsten Herzigel-Arten.
Die Fortpflanzung findet im Frühling statt, wenn die beiden Geschlechter ihre Gameten in die Wassersäule abgeben. Die Pluteuslarven bilden einen Teil des Zooplanktons. Die Metamorphose von der Larve zum adulten Seeigel findet etwa 39 Tage nach der Befruchtung statt. Die Lebensspanne des Kleinen Herzigels kann mehr als zehn Jahre betragen.
In den „Bauten“ der Herzigel im Sand leben manchmal Längliche Linsenmuscheln (Tellimya ferruginosa) als Kommensalen. Auch der Flohkrebs Urothoe marina wurde hier häufiger nachgewiesen.

## Taxonomie
Die Art wurde 1777 von Thomas Pennant als Echinus cordatum erstbeschrieben. Weitere Synonyme der Art lauten:
- Amphidetus cordatus (Pennant, 1777)
- Amphidetus kurtzii Girard, 1852
- Amphidetus novaezelandiae Perrier, 1869
- Amphidetus zealandicus (Gray, 1851)
- Amphidotus cordatus (Pennant, 1777)
- Echinocardium australe Gray, 1851
- Echinocardium cordatus (Pennant, 1777)
- Echinocardium kurtzii (Girard, 1852)
- Echinocardium sebae Gray, 1825
- Echinocardium stimpsonii A.Agassiz, 1864
- Echinocardium zealandicum Gray, 1851
- Echinus cordatus Pennant, 1777
- Spatangus arcuarius Lamarck, 1816
- Spatangus cordatus (Pennant, 1777)